# Георгенталь (Тюрингенский лес)
Георгенталь (нем. Georgenthal) — община в Германии, в земле Тюрингия.
Входит в состав района Гота. Подчиняется управлению Апфельштедтауэ. Население составляет 2573 человека (на 31 декабря 2010 года). Занимает площадь 28,81 км².

## Города-побратимы
- Конфолан (Франция, с 2005)

## Фотографии

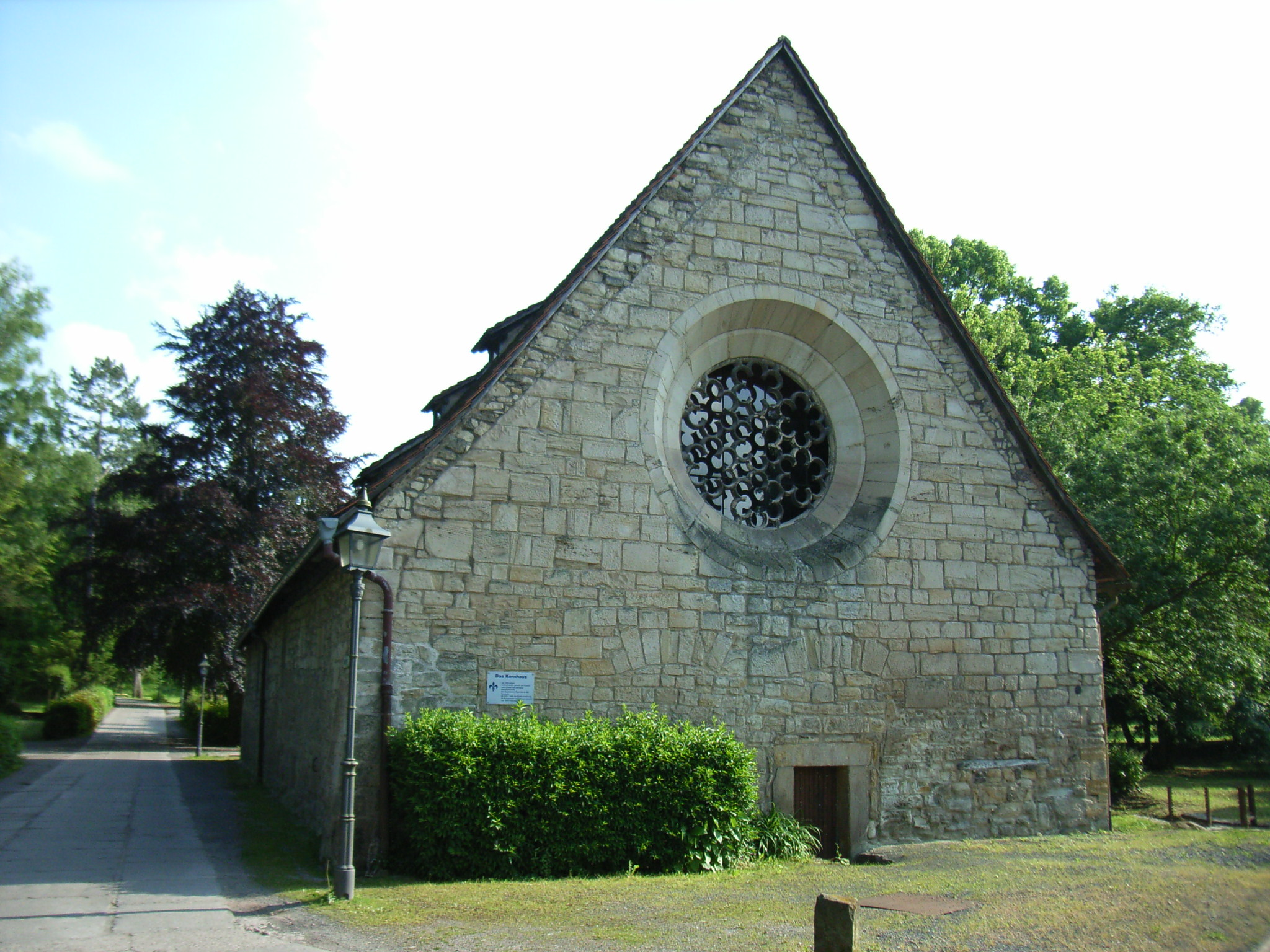
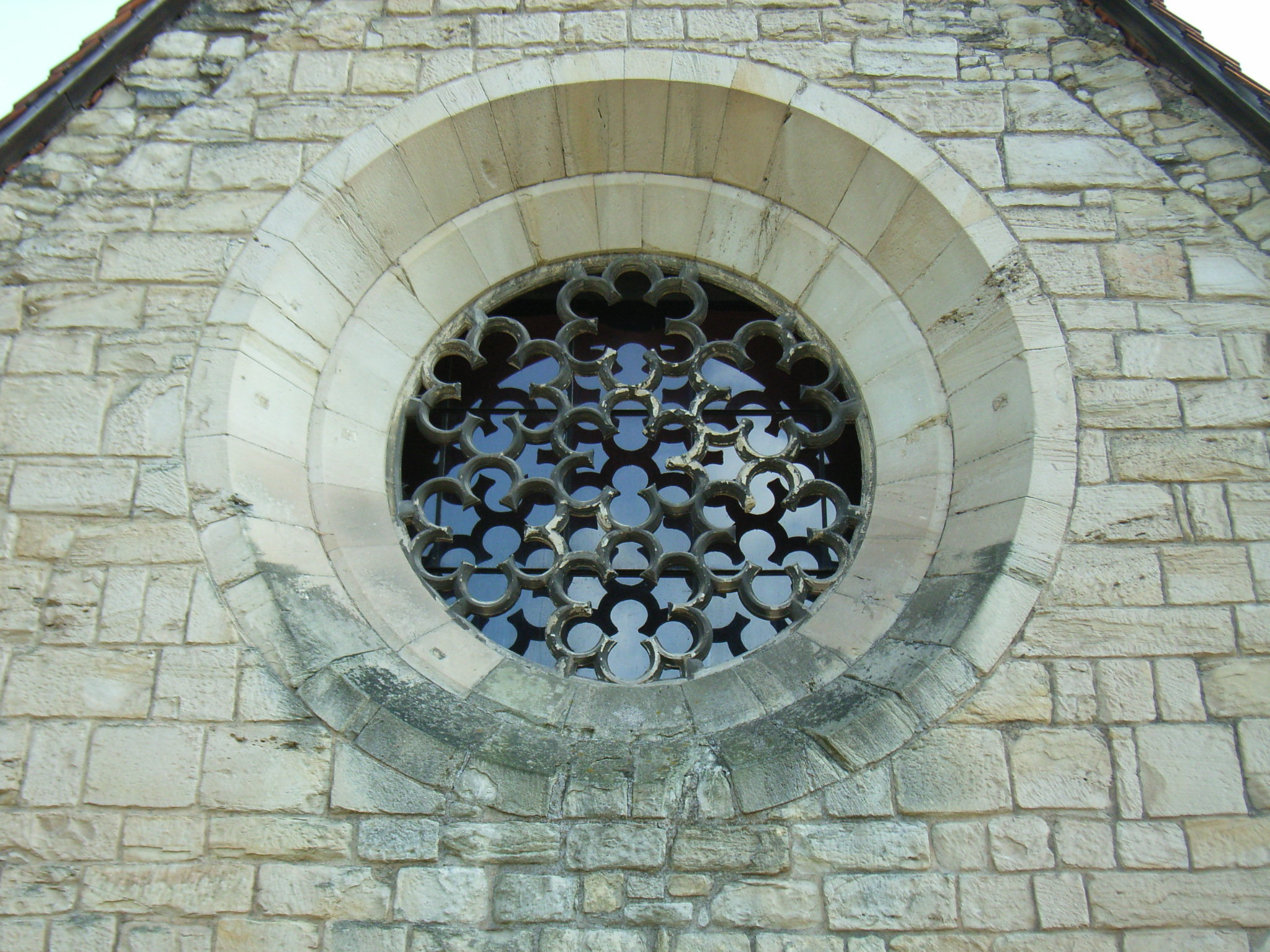
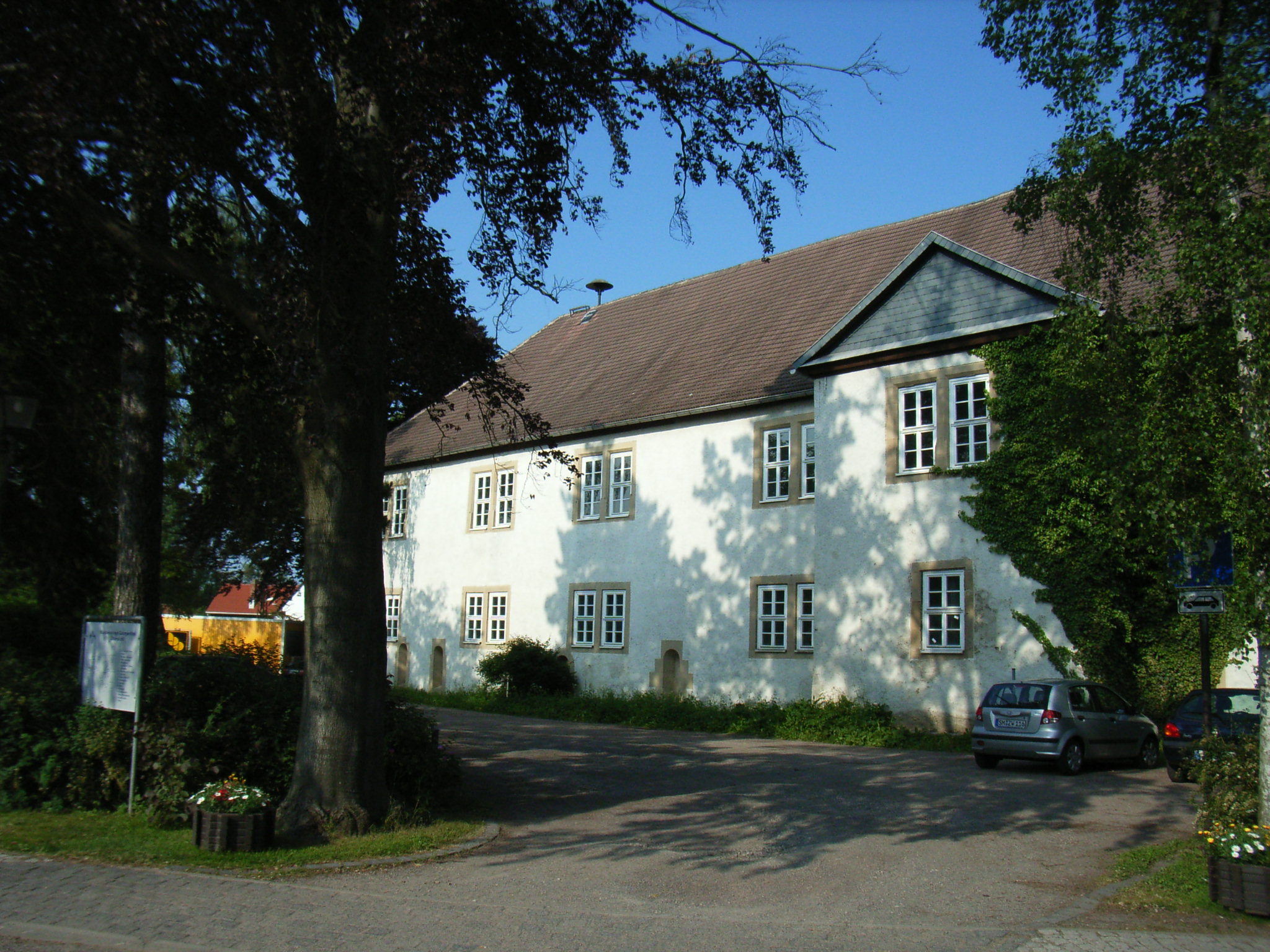
Замок